# Atari Cosmos
L'Atari Cosmos è un prototipo di console da tavolo dell'Atari che sfruttava una tecnologia olografica per migliorare la visualizzazione delle immagini.
Fu presentata con una conferenza stampa a New York nella primavera del 1980 e sarebbe dovuta uscire nel 1981. Per cause non dichiarate, il progetto venne abbandonato nel 1981 e non fu mai commercializzato.
Il progetto venne sviluppato da Al Alcorn e da altri nomi importanti del mondo Atari dell'epoca, come Harry Jenkins e Roger Hector. La console è un blocco unico con schermo integrato, formato da una matrice di 7x6 LED, e pulsanti integrati, alimentato da rete elettrica. L'hardware si basa sul circuito integrato COPS411, usato successivamente anche dall'Entex Adventure Vision. L'attivazione di un certo gioco avviene inserendo uno schermo sovrapposto ai LED. Grazie a luci incadescenti non riflettenti, si possono alternare due immagini olografiche fisse.
I giochi supportati sono otto, tra cui una variante di Space Invaders.
All'annuncio dell'apparecchio, l'Atari ricevette prenotazioni per 8000 unità, e forse ne vennero prodotte circa 1000 e completate e inscatolate 250. Tuttavia, quando si avvicinava il vero lancio, Ray Kassar, a capo dell'Atari dopo la sua acquisizione da parte della Warner Communications, ritenne che il prodotto fosse troppo strano per il mercato e troppo a rischio di essere poco vendibile. Kassar preferì continuare a puntare sull'Atari VCS, che garantiva sicuri guadagni, e chiuse il progetto.
Nel 2016 si vociferava che esistessero al mondo soltanto tre prototipi conosciuti e funzionanti della Cosmos.